# Paranthidium jugatorium
Paranthidium jugatorium är en biart som först beskrevs av Thomas Say 1824. Den ingår i släktet Paranthidium och familjen buksamlarbin.

## Underarter
Arten delas in i följande underarter:
- P. j. perpictum
- P. j. butleri
- P. j. jugatorium
- P. j. lepidum

## Beskrivning
Som många buksamlarbin har båda könen en gul ansiktsmask. Hos honan består den av två trianglar på sidorna av munskölden, medan hanen har hela munskölden och käkarna gula. Gula markeringar finns även i ansiktet, på mellankroppen och på benen. Den har dessutom gula tvärband på tergiterna, segmenten på bakkroppens ovansida, något som tillsammans med markeringarna på mellankroppen ger den ett getinglikt utseende. Vingarna är svagt rökfärgade, med svartbruna ribbor. Hårväxten är tunn, gles och blekt ockrafärgad. På buksidan har honan kraftig, ljusgul päls som används för polleninsamling. Honan är omkring 8 mm lång, hanen 8 till 9 mm.

## Ekologi
Arten, som flyger i juli till augusti är polylektisk, den besöker blommande växter från flera familjer, som korgblommiga växter, ärtväxter och verbenaväxter.

## Utbredning
Utbredningsområdet omfattar nordöstra USA, från New York och New Jersey till Minnesota.